# عبد الله سالم لملس
عبد الله سالم لملس (مواليد 1961  م) هو سياسي يمني، وشخصية إجتماعية ولد في محافظة شبوة، عمل مديرا للبعثات الطلابية للدراسة بالخارج 1990_1997
ملحق ثقافي بالسفارة اليمنية بموسكو 1997_2001.
أستاذ مساعد بقسم التاريخ الحديث والمعاصر كلية الآداب بجامعة صنعاء منذ 2005.
وكيل وزارة التربية والتعليم لقطاع التدريب والتأهيل اعتبارا من أبريل 2008.
مقرر هيئة رئاسة مؤتمر الحوار الوطني الشامل .
عضو لجنة تحديد عدد الأقاليم .
عضو لجنة مراقبة تنفيذ قرارات مؤتمر الحوار الوطني اليمن،
عين وزيراً للتربية والتعليم في 18 سبتمبر 2016.
| المناصب السياسية                  | المناصب السياسية                       | المناصب السياسية |
| --------------------------------- | -------------------------------------- | ---------------- |
| سبقه عبد اللطيف حسين حيدر الحكيمي | وزير التربية والتعليم 18 سبتمبر 2016 - | تبعه             |